# Johannes Eckhoff
Johannes Nicolai Eckhoff (26. april 1919 i Oslo – 26. oktober 2007) var en norsk skuespiller. Han debuterede i 1939 på Trøndelag Teater, og var senere ansat på Centralteatret, Oslo Nye Teater og Riksteatret. Han lagde også stemme til Nøtterø i Stompa-hørespillene, og har spillet med i mange norske film.

## Priser og udmærkelser
- 1982 - Teskjekjerringprisen

## Udvalgt filmografi
- 1942 - Jeg drepte!
- 1946 - Englandsfarere
- 1947 - Sankt Hans fest
- 1948 - Kampen om tungtvannet
- 1949 - Svendsen går videre
- 1960 - Millionær for en aften
- 1962 - Sønner av Norge kjøper bil
- 1963 - Om Tilla
- 1992 - Giftige Løgner
- 1993 - Secondløitnanten
- 1996 - Gåten Knut Hamsun

## Udvalgte lydbøger og hørespil
- Stompa (Nøtterø)
- De Fires Tegn - af Arthur Conan Doyle (Sherman) ISBN 978-82-421-1881-3
- Anna Karenina - af Leo Tolstoj (Kapitonitsj) ISBN 978-82-421-1941-4
- Tom Sawyer - af Mark Twain (Oplæser) ISBN 978-82-7844-158-9
- Huckleberry Finn - af Mark Twain (Oplæser) ISBN 978-82-7844-231-9
- Den gamle mannen og havet - af Ernest Hemingway (Oplæser) ISBN 978-82-7844-223-4